# 411vm 31
411vm 31 je enaintrideseta številka 411 video revije in je izšla julija 1998.

## Vsebina številke in glasbena podlaga
Glasbena podlaga je navedena v oklepajih.
- Openers Jeremy Wray, Bucky Lasek, Bob Burnquist, Rodney Mullen, Giorgio Zattoni, Daewon Song, Tony Hawk
- Chaos (Gloritone - John Wayne)
- Day in the life Rodney Mullen (Willie Banks - Our Thanks to God)
- Profiles Danny Wainwright, Matt Beach (Skitz Alongside Roots - Where my Mind is at)
- Rookies Danny Montoya, Stacey Lowery (Dignified Soldiers - Themes, Dreams, and Schemes (inštrumentalna), Fugazi - Sieve-fisted Find)
- Contests Vans Triple Crown (Man or Astroman - A Saucer Full of Secrets, Litany - Rome)
- Industry FTC Skate Shop
- Road trip Duffs, AWH (Pivit - Tell me, The Odd Numbers - It's Alright)
- World report Španija (Pegboy - Hey Look, I'm a Cowboy, Various Artists - Bottoms Up)